# Carlos Henrique Carneiro Marinho
Carlos Henrique Carneiro Marinho, mais conhecido como Carlinhos (Maceió, 23 de junho de 1983), é um ex-futebolista brasileiro que atuava como lateral-direito.

## Carreira
Começou jogando no Vitória e depois no Avaí de Santa Catarina quando foi um dos destaques do Campeonato Brasileiro da Série B de 2006. 
Foi contratado em 2007 pelo Villa Rio mas nem chegou a atuar, sendo emprestado ao  Fluminense onde conquistou Copa do Brasil do mesmo ano e participou do elenco vice-campeão da Taça Libertadores da América de 2008.
Em 2009, transferiu-se também por empréstimo para o Náutico de Pernambuco e foi dispensado ainda no início da temporada.
Em 2010, foi anunciado como novo reforço do Juventude. Já no ano seguinte, foi contratado pelo Americana.

## Títulos
Vitória
- Campeonato Baiano: 2003, 2004, 2005

Fluminense
- Copa do Brasil: 2007

Brasil
- Mundial Sub-17: 1999